# União Desportiva Oliveirense (rink hockey)
Maillots
Actualités
L'União Desportiva Oliveirense (UDO) est un club de rink hockey fondé en 1969 et situé à Oliveira de Azeméis dans le district d'Aveiro au Portugal. Il évolue dans le championnat du Portugal de rink hockey masculin.

## Palmarès
| Compétitions nationales                                        | Compétitions internationales                                                        |
| - Coupe du Portugal (4) - Vainqueur : 1997, 2011, 2012 et 2019 | - WSE Cup (1) - Vainqueur : 1997 - WSE Continental Cup (2) - Vainqueur : 2017, 2024 |